# 68-95-99.7 규칙

어두운 파란색은 평균에서 1표준편차 이내이다. 이는 정규 분포에서 전체 중 68.27%를 차지한다. 2표준편차 범위(중간색과 어두운색)는 95.45%를 차지한다. 3표준편차 범위(밝은색, 중간색, 어두운색)는 99.73%를 차지한다.

통계학에서 68-95-99.7 규칙(영어: 68-95-99.7 rule)은 정규 분포를 나타내는 규칙으로, 경험적인 규칙(empirical rule)이라고도 한다. 3시그마 규칙(three-sigma rule)이라고도 하는데 이 때는 평균에서 양쪽으로 3표준편차의 범위에 거의 모든 값들(99.7%)이 들어간다는 것을 나타낸다.
- 약 68%의 값들이 평균에서 양쪽으로 1 표준편차 범위(μ±σ)에 존재한다.
- 약 95%의 값들이 평균에서 양쪽으로 2 표준편차 범위(μ±2σ)에 존재한다.
- 거의 모든 값들(실제로는 99.7%)이 평균에서 양쪽으로 3표준편차 범위(μ±3σ)에 존재한다.

## 더 큰 편차
정규분포는 지수적 꼬리를 가지기 때문에, 더 큰 편차의 비율이 급격하게 줄어든다.
| 범위   | 차지하는 비율  | 벗어날 확률(개략) | 벗어날 확률 비유적 표현                                 |
| ------ | -------------- | ----------------- | ------------------------------------------------------- |
| μ ± 1σ | 68.2689492137% | 1/3               | 7일 (한 주) 중 이틀                                     |
| μ ± 2σ | 95.4499736104% | 1/21              | 6주 (겨울방학 기간) 중 이틀                             |
| μ ± 3σ | 99.7300203937% | 1/370             | 2년 (대략 군 복무 기간) 중 이틀                         |
| μ ± 4σ | 99.9936657516% | 1/15,787          | 86년 (2020년 기준, 한국여성 기대수명)에 이틀            |
| μ ± 5σ | 99.9999426697% | 1/1,744,278       | 12,000년 (신석기시대 이래)에 이틀                       |
| μ ± 6σ | 99.9999998027% | 1/506,842,372     | 140만년 (사람속(Homo)이 불을 최초로 사용한 이래)에 이틀 |

## 같이 보기
- 6 시그마
- 표준 점수
- 스튜던트화 잔차